# Saccobasis polita
Saccobasis polita är en bladmossart som först beskrevs av Christian Gottfried Daniel Nees von Esenbeck, och fick sitt nu gällande namn av Hans Robert Viktor Buch. Saccobasis polita ingår i släktet Saccobasis och familjen Scapaniaceae. Inga underarter finns listade i Catalogue of Life.